# Robinsonova aritmetika
Robinsonova aritmetika (také Robinsonova aritmetika Q nebo jen aritmetika Q) je jeden z axiomatických systémů formální teorie aritmetiky. Je podstatně slabší než Peanova aritmetika ale na rozdíl od ní je konečně axiomatizovaná. Pojmenována je po americkém matematikovi Raphaelu Mitchelovi Robinsonovi.

## Jazyk aritmetiky
Robinsonova aritmetika je teorie v jazyce L obsahujícím jeden konstantní (nulární) symbol 0, jeden unární funkční symbol S (následník), dva binární funkční symboly +,{\displaystyle \cdot } a binární relační symbol {\displaystyle =}. Tento jazyk se nazývá jazyk aritmetiky.
Term {\displaystyle S(S(\ldots S(0)\ldots ))}, kde se symbol S vyskytuje n-krát, se nazývá n-tý numerál a značí se {\displaystyle {\underline {n}}}. Za nultý numerál se považuje term (konstantní symbol) 0.

## Axiomy
Robinsonova aritmetika má sedm axiomů, které jsou univerzálními uzávěry následujících formulí (tj. vzniknou z těchto formulí, předsadíme-li před ně několik obecných kvantifikátorů kvantifikujících všechny vyskytující se volné proměnné): 
- (Q1) {\displaystyle \,0\neq S(x)} (nula není následníkem žádného čísla)
- (Q2) {\displaystyle \,x\neq 0\rightarrow (\exists y)(x=S(y))} (každé číslo, vyjma nuly, je následníkem nějakého čísla)
- (Q3) {\displaystyle \,S(x)=S(y)\rightarrow x=y} (následník je prosté zobrazení)
- (Q4) {\displaystyle \,x+0=x} (definice sčítání čísla s nulou)
- (Q5) {\displaystyle \,x+S(y)=S(x+y)} (definice sčítání čísla s nenulovým číslem)
- (Q6) {\displaystyle \,x\cdot 0=0} (definice násobení čísla nulou)
- (Q7) {\displaystyle \,x\cdot S(y)=x\cdot y+x} (definice násobení čísla nenulovým číslem)

## Vlastnosti
- Robinsonova aritmetika je neúplná teorie. Následující formule v ní nejsou dokazatelné ani vyvratitelné:
  - {\displaystyle \,x+y=y+x}
  - {\displaystyle x\cdot y=y\cdot x}
  - {\displaystyle \leq } je slabě antisymetrická relace, tedy také {\displaystyle \leq } je lineární uspořádání
- Robinsonova aritmetika je nerozhodnutelná teorie, dokonce každé bezesporné rozšíření Robinsonovy aritmetiky v konečném jazyce je nerozhodnutelné. Pokud je tedy toto rozšíření rekurzivně axiomatizované, je také neúplné.
- Robinsonova aritmetika (i každé její bezesporné rozšíření) je dokonce rekurzivně neoddělitelná, tj. neexistuje rekurzivní množina obsahující všechny v ní dokazatelné formule a žádné v ní vyvratitelné.
- Robinsonova aritmetika je {\displaystyle \Sigma }-úplná, tj. pro každou {\displaystyle \Sigma }-formuli {\displaystyle \varphi } (formuli vzniklou z otevřené formule opakovaným užitím konjunkce, disjunkce, omezené kvantifikace a (neomezené) existenční kvantifikace) a přirozená čísla {\displaystyle k,n_{1},\ldots ,n_{k}} platí: {\displaystyle \varphi ({\underline {n}}_{1},\ldots ,{\underline {n}}_{k})} je dokazatelná v Robinsonově aritmetice {\displaystyle \Leftrightarrow \mathbb {N} \models \varphi [n_{1},\ldots ,n_{k}]} (viz model).